# 横山晴奈
横山 晴奈（よこやま はるな、1988年5月20日 - ）は、日本のタレント、ファッションモデル。パールに所属していた。

## 人物
昭和女子大学出身。

## 出演

### テレビ番組
- キャンパスナイトフジ（フジテレビ、2009年4月 - 2010年3月）キャンパスナイターズ

## 写真集
- キャンパスナイトフジ しこたま卒業アルバム（2010年3月19日、講談社） ISBN 978-4-06-379441-0

## CD
- エロくないのにエロく聴こえる歌 〜しこたまがんばれ!〜（2010年3月17日、ポニーキャニオン） - キャンパスナイターズ